# Фенрих, Габриэле
Габриэ́ле (Габи) Фе́нрих (нем. Gabriele «Gabi» Fähnrich; род. 8 апреля 1968, Хойерсверда, Саксония, ГДР) — восточногерманская гимнастка, бронзовая медалистка Олимпийских игр в командном первенстве (1988). Чемпионка мира на брусьях (1985, отодвинула на второе место подругу по команде Дагмар Керстен) и трёхкратная бронзовая призёрка в составе сборной ГДР в командном первенстве (1983, 1985, 1987). На соревнованиях «Дружба-84» стала серебряной медалисткой в командном первенстве и бронзовой на брусьях. В 1986 году была награждена орденом «За заслуги перед Отечеством» 1-й степени, а в 1988 году после Олимпийских игр орденом «За заслуги перед Отечеством» 3-й степени.